# 中国広核集団
中国広核集団 (中国語: 中国广核集团)は中華人民共和国国務院国有資産監督管理委員会下の原子力企業。2013年5月16日までは中国広東核電集団(中国語: 中国广东核电集团)の名称だった。
大亜湾原子力発電所と嶺澳原子力発電所を保有しており、4000MWeの発電能力を保有しており、現在6ヶ所の原子力発電所が建設中、4箇所が計画中である。
広核集団はそのほかにも太陽光や風力などの新エネルギー産業や、水力発電なども関連している。

## 歴史
中国広東核電集団(China Guangdong Nuclear Power Holding Co. CGNPC)は登記資本金102億人民元で原子力発電を中核事業として1994年9月に設立された。中国広東核電集団は中国広東核電集団を中核企業として、20以上の完全子会社や支配下子会社を含んでいた。
2009年4月、広東核電が運営するファンドは原子力と原子力関連電気計画のため10億3000万米ドルの資金調達契約に調印した。広東核電のファンドは、ファンドの株主になるであろう中国銀行や国家開発銀行等の機関とファンド立ち上げ合意の著名をした国務院の承認を受けて国有企業によって立ち上げられた最初の工業的ファンドである。この資金調達は2期のうちの一つであり、合計100億人民元を調達することを計画している。
2013年、組織名を中国広核集団(China General Nuclear Power Group、CGN)と改名しており、これは広東省以外への事業の展開を意味している。

## 技術の輸入と開発
広核集団の最初の原子力発電所はフランス国有企業フラマトムが設計と建設を行った。その後広核集団はフランスの原発を基礎とした改良型の加圧水型炉として中国国産のCPR-1000を開発した。CPR-1000は完全に中国が設計から建設までを行える形式で、中国で建設される原発の多数がこの形式であり、電力革新の主導方法と考えられている。
2007年2月、広核集団はアレバの欧州加圧水型炉を導入した台山原子力発電所の建設に合意し、咸寧原子力発電所にはウェスチングハウス・エレクトリック・カンパニーのAP1000を利用するとしている。これらの建設発表によって広核集団は第3世代+の原子炉を建設する初の企業となった。

## 原子力発電所
運転中 :大亜湾原子力発電所、嶺澳原子力発電所
建設中 :紅沿河原子力発電所、寧德原子力発電所、陽江原子力発電所、台山原子力発電所、防城港原子力発電所
計画中 :咸寧原子力発電所、陸豊原子力発電所、蕪湖原子力発電所など

## 主要子会社
- 中国広核電力股フン有限公司（中国語: 中國廣核電力股份有限公司、CGN Power Co., Ltd.SEHK: 1816）

通称は中国広核電力、CGNパワー。中国広核集団傘下の子会社であり、原子力発電所の建設、運営、電気販売等の原子力発電事業を行う。福建の寧徳原子力発電所に32.3％、遼寧の紅沿河原子力発電所（38.1％）を出資し、2017年2月現在において以下の原子力発電所を保有している。
- 広東 - 大亜湾原子力発電所、嶺澳原子力発電所、陽江原子力発電所、台山原子力発電所

- 中国広核美亜電力控股有限公司（中国語: 中國廣核美亞電力控股有限公司、CGN Meiya Power Holdings Co.,Ltd. 、SEHK: 1811）

中国国内及び韓国を事業地域とし、ガス・石炭・石油・水力等を用いた発電事業で電力供給を行う電力会社。2010年11月に傘下になる。通称は中国広核美亜電力、CGNメイヤーとも。
- 中広核砿業有限公司（中国語: 中廣核礦業有限公司）

カルシウム剤などの製薬業に加えて、2012年から天然ウラン貿易及び販売を開始、通称は、中広核砿業、CGNマイニング

## 註
1. ↑  “中国広東核電集団が「中国広核集団」に企業名を変更”.   Asiam (2013年5月16日). 2013年6月30日閲覧。
2. ↑  “China's largest nuclear power firm renamed”. Xinhua.   CHINADAILY (2013年5月15日). 2013年5月15日閲覧。
3. 1 2 3 4 5  “Construction”.   中国広核集団. 2013年6月30日閲覧。
4. ↑  “中国最大の「陽江原発」が着工！2013年に第1期完成―広東省陽江市”. レコードチャイナ (2007年9月28日). 2013年6月30日閲覧。
5. ↑  “中仏合弁で台山原子力発電所建設”.   Asiam (2009年12月22日). 2013年6月30日閲覧。
6. ↑  “内陸初の原発が湖北省に、省政府と中国広東核電集団が建設計画で合意―北京市”.   レコードチャイナ (2008年3月6日). 2013年6月30日閲覧。
7. ↑  “中国広東核電集団：広東省陸豊市で原子炉2基の建設を計画”.   Bloomberg.co.jp (2009年12月22日). 2013年6月30日閲覧。
8. ↑  “安徽省初の原子力発電会社、4社出資で設立へ”.   Searchina (2008年10月1日). 2013年6月30日閲覧。